# Tanque cruzador

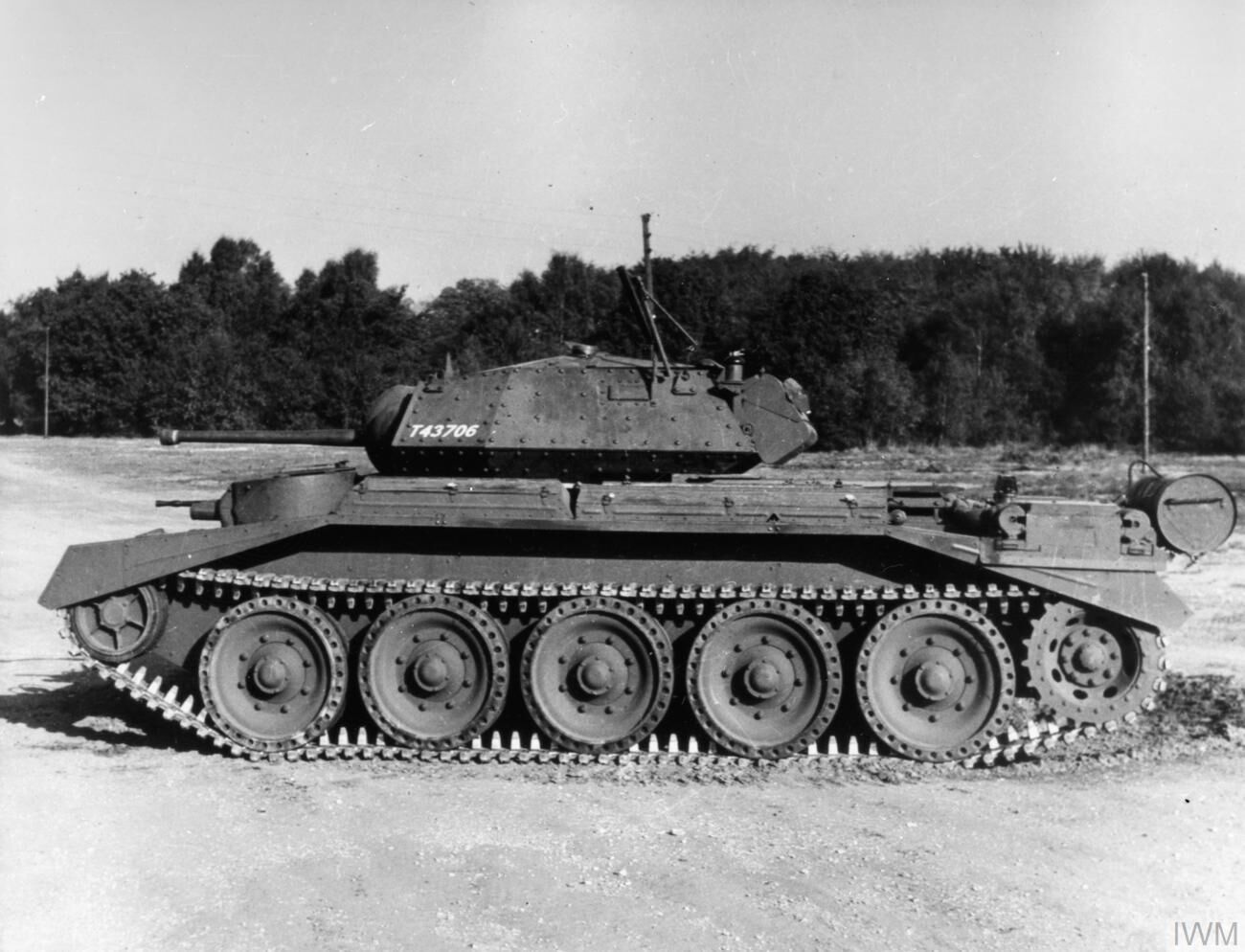
O Crusader.

O Tanque-Cruzador (também conhecido como tanque de cavalaria ou tanque rápido) foi um tipo de tanque desenvolvido pelas forças britânicas durante o período inter-guerra da Segunda Guerra Mundial. Tanques que eram rápidos e leves com conceito de que a força motriz tivesse que ser elevada para a realização de ataques na retaguarda inimiga. Estes tanques eram totalmente independentes da força de infantaria com seus tanques pesados, o uso deste veículo era introduzido após a infantaria com seus blindados pesados atacarem a linha de frente, então eram colocados no campo de batalha para que fizessem ataques surpresa na retaguarda para destruir o abastecimento e as comunicações. Isto de acordo com as teorias de Hobart e Liddel-Hart. A velocidade foi então o fator crítico no desenvolvimento deste tanque, e para poder alcançá-lo tiveram que utilizar uma blindagem mais leve e armas rápidas.
Foram Tanques-Cruzadores: o A-9, o A-10 (tanque), o A-13 Mk I e o A-13 Mk II, que foram usados na França, na Grécia, e na Campanha do Norte de África. Outros cruzadores foram o Covenater, o Centaur, o Cromwell Mk VIII (A27M), o BT-7 soviético e o Comet. O último tanque-cruzador foi o tanque Centurion. 